# Norway Jackes
Norway Baldwin Jackes (født 8. juni 1881, død 8. juli 1964) var en canadisk roer som deltog i de olympiske lege 1908 i London.
Jacke vandt en bronzemedalje i roning under Sommer-OL 1908 i London. Sammen med Frederick Toms kom den canadiske toer uden styrmand på en andenplads efter to britiske både.